# 基蘇察河畔克拉斯諾

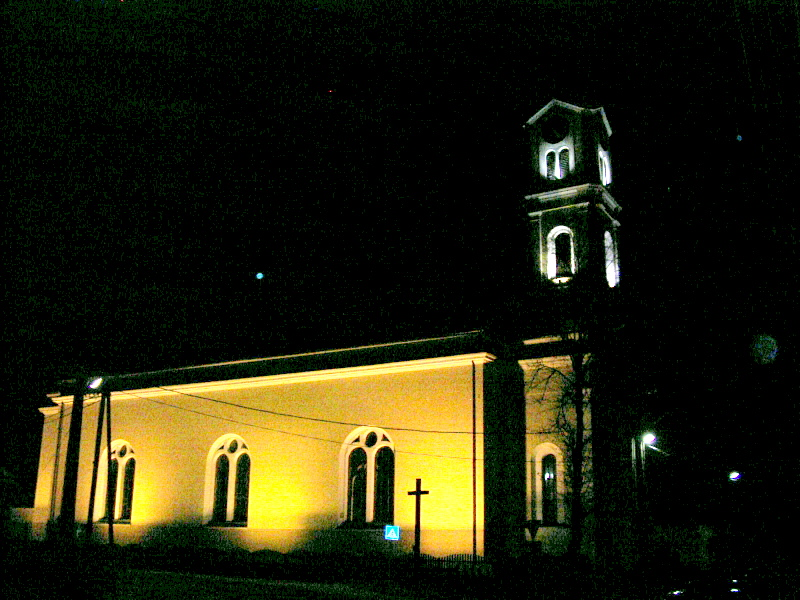

基蘇察河畔克拉斯諾是斯洛伐克的城鎮，位於該國西北部，由日利納州負責管轄，面積27.77平方公里，海拔高度384米，2004年人口7,038，其中九成居民信奉羅馬天主教。

## 外部連結
- Town website （页面存档备份，存于）